# Жгутиконосцы

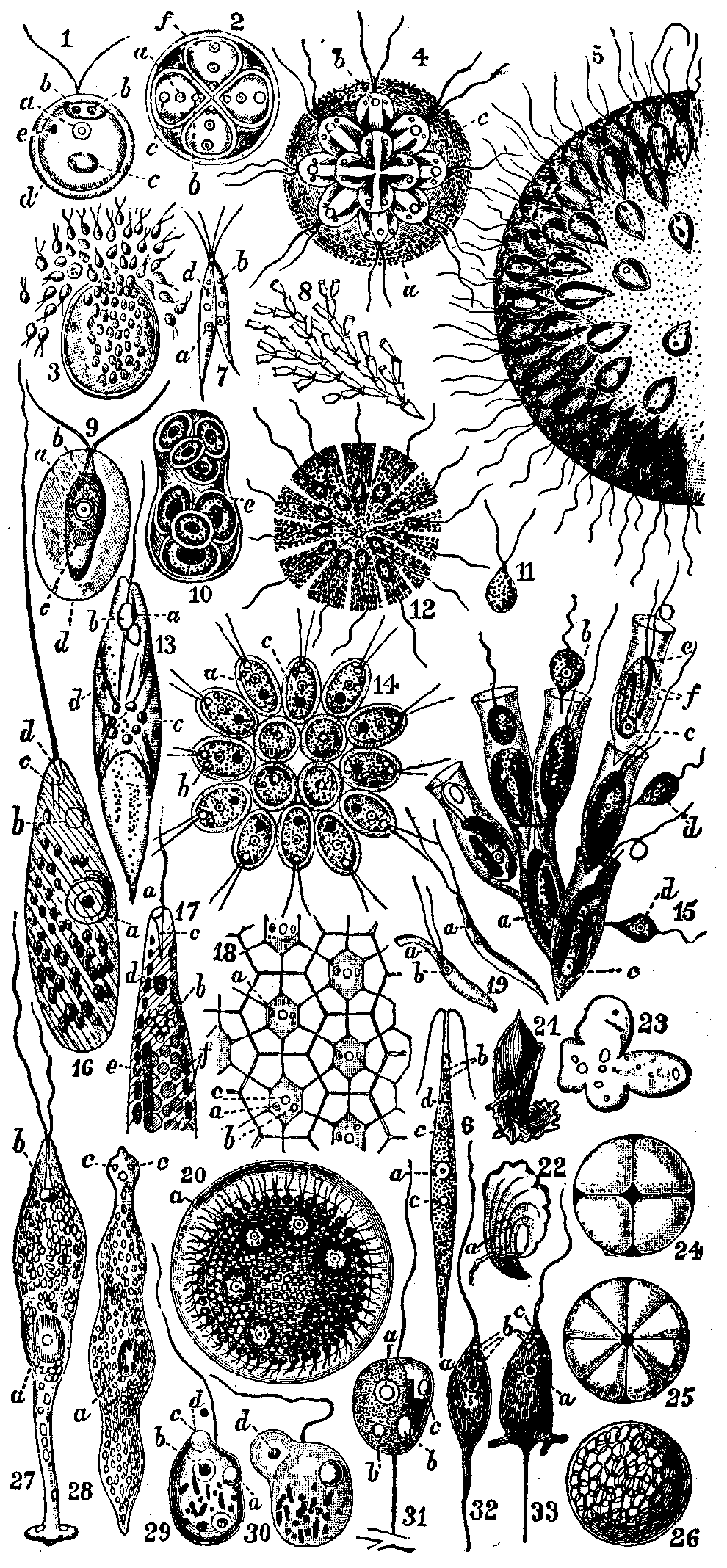

Жгу́тиковые (также жгутиконо́сцы, или бичено́сцы) — простейшие, передвигающиеся с помощью одного или нескольких жгутиков. Некоторые из них способны выпускать ложноножки. Среди них есть одноклеточные моноэнергидные и полиэнергидные формы, а также колониальные (например, Eudorina). В целом для жгутиконосцев характерна тенденция к мелким размерам клеток и осмотрофному питанию, хотя среди них встречаются также очень крупные фаготрофные формы.

## Описание
До выделения простейших в самостоятельное царство ботаники включали жгутиконосцев в состав царства Растения как «низшие зелёные водоросли», а зоологи относили их к царству Животные как класс в составе типа Простейшие с разделением на подклассы растительных (имеющих хлоропласты) и животных жгутиконосцев (утративших хлоропласты). В определённый период развития протистологии рассматривались как тип царства Протисты (лат. Mastigophora), затем как подтип типа Sarcomastigophora. Впоследствии с помощью ультраструктурных и молекулярно-генетических исследований было доказано, что жгутиконосцы — полифилетическая группа.
Простейшие этой группы имеют один, два или много жгутиков. Известны не только одноклеточные жгутиконосцы, но и колониальные виды, состоящие из 4, 8, 16, 32 и даже 20 тыс. клеток.
Жгутиковые размножаются делением. У одноклеточных видов сначала делится ядро, а остальные органоиды растут и восстанавливаются в процессе деления. Затем клетка перетягивается. При благоприятных условиях уже на следующий день дочерние жгутиконосцы могут делиться.
Выделение происходит при помощи сократительных вакуолей.
Все растительные жгутиконосцы могут фотосинтезировать и питаться как растения, поскольку в их клетках имеется зелёный пигмент — хлорофилл. Некоторые из жгутиконосцев, например эвглена зелёная, на свету питаются как растения, а в темноте как животные или грибы — готовыми органическими веществами. Все растительные жгутиконосцы ведут свободный образ жизни в водной среде. 
Другие жгутиконосцы не имеют хлоропластов. Среди них есть свободноживущие особи, но основные представители их перешли к паразитическому образу жизни в растительных и животных организмах.
Также встречаются жгутиконосцы, которые являются паразитами человека. Самые известные из них — трипаносомы. Они вызывают сонную болезнь. Переносчиком трипаносом является муха цеце.
Другие жгутиконосцы-паразиты из рода лейшманий переносятся москитами и вызывают у человека такие заболевания, как кожный и висцеральный лейшманиозы (пендинская язва и кала-азар). 
При неблагоприятных условиях жгутиконосцы образуют цисты, служащие также для расселения. Пример — лямблии. 
Возможно, от воротничковых жгутиконосцев произошли животные.